# 加持
加持（かじ）とは、仏教用語の1つ。元はサンスクリット語のadhiṣṭhāna（アディシュターナ）の訳語で、他にも所持・護念などと訳される場合もある。
本来の意味は仏あるいは菩薩が不可思議な力によって衆生（人々）を守るという鎮加護持（ちんかごじ）・神変加持（じんべんかじ）を指す。仏の大悲の力が衆生に加えられ、一方衆生の信心が仏に伝わることでその効果を発揮するとされる。
密教においては、仏が大悲・大智によって衆生に応じることを「加（加被）」、衆生がそれを受け入れることを「持（摂持）」と解釈し、双方が相応一致することで仏と衆生の持つそれぞれの三密が入り混じって他を己におさめ持ち、死後の成仏をはじめとする各種の効果を成就させることから、これを「三密加持」と称する。密教では三密加持を実現させるために、修行者が手に仏の印契を結び（身密）、口に仏の真言を唱え（口密）、心も仏の心境（心密）になることが必要とされ、そのために各種の修法が行われる。それらの修法のために必要な呪禁の作法のことも加持と称した。
更に衆生が仏（場合によっては神）の力の助けを借りるために衆生自身あるいは仲立ちである僧侶が行う祈りのことも「加持」と呼ばれ、祈祷と同一視され、両者を組み合わせた『加持祈祷』とも呼ばれた。